# Kolsassberg
Kolsassberg ist eine Gemeinde im Tiroler Unterland  mit 869 Einwohnern (Stand 1. Jänner 2024). Die Gemeinde liegt im Gerichtsbezirk Hall in Tirol.

## Geografie
Kolsassberg liegt zwischen 700 und 906 m, südlich des Inns am Westhang des Weerbachtales, im Unterinntal, zwischen Innsbruck und dem Zillertal. Das Gemeindegebiet umfasst 35,37 Quadratkilometer. Davon sind 45 Prozent bewaldet, ein Viertel sind Almen, zwanzig Prozent alpines Gelände. Nur neun Prozent können landwirtschaftlich genutzt werden.

### Gemeindegliederung
| Katastralgemeinden     | Ortschaften in der Gemeinde                                 |
| ---------------------- | ----------------------------------------------------------- |
| Kolsaßberg (35,37 km²) | Kolsassberg (ZH) Außerberg (ZH) Hochhäuser (ZH) Merans (ZH) |
| Legende                |                                                             |

| In der Spalte Katastralgemeinden sind sämtliche Katastralgemeinden einer Gemeinde angeführt. In der Klammer ist die jeweilige Fläche in km² angegeben. |
| In der Spalte Ortschaften sind sämtliche von der Statistik Austria erfassten Siedlungen, die auch eine eigene Ortschaftskennziffer aufweisen, angeführt. In der Hierarchieebene derselben Spalte, rechts eingerückt, werden nur Ansiedlungen, die mindestens aus mehreren Häusern bestehen, dargestellt. Die wichtigsten der verwendeten Abkürzungen sind: - M = Hauptort der Gemeinde - Stt = Stadtteil - R = Rotte - W = Weiler - D = Dorf - ZH = Zerstreute Häuser - Sdlg = Siedlung - Hgr = Häusergruppe - E = Einzelgehöft (nur wenn sie eine eigene Ortschaftskennziffer haben) Die komplette Liste der Statistik Austria ist in: Topographische Siedlungskennzeichnung nach STAT Zu beachten ist, dass manche Orte unterschiedliche Schreibweisen haben können. So können sich Katastralgemeinden anders schreiben als gleichnamige Ortschaften bzw. Gemeinden. Quelle: Statistik Austria – |

### Ortsteile
Der Ort umfasst vier Ortsteile:
- Außerberg
- Innerberg
- Hochhäuser
- Merans

### Nachbargemeinden

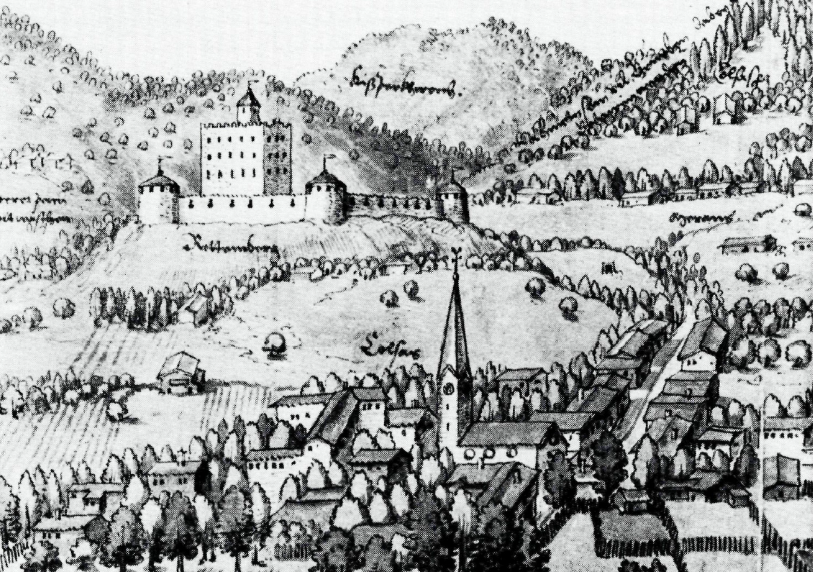
Rettenberg im Jahr 1556

| Wattens    | Kolsass                                     | Weer (SZ)     |
| Wattenberg | Kompassrose, die auf Nachbargemeinden zeigt | Weerberg (SZ) |
|            | Tux (SZ)                                    |               |

## Geschichte
Grabungen zeigten, dass der Burghügel schon in der Eisenzeit besiedelt war.
Der Ort wurde erstmals 1196 in einer Urkunde Bischof Heinrichs III. von Brixen als „in Villa Cholsaz … in Monte“ erwähnt. Schon im Jahr 1313 wird Kolsassberg als eigenständige Ortsgemeinde bezeichnet. In dieser Zeit, in der zweiten Hälfte des 13. Jahrhunderts, war bereits eine Gerichtsburg südöstlich der späteren Burg errichtet worden, sie wird 1315 urkundlich erwähnt. Da die Herren von Rottenburg gegen den Tiroler Landesherrn Friedrich IV. rebellierten, verloren sie Rettenberg, und die Burg wurde als Pfand vergeben. So kam sie 1492 an Ritter Florian Waldauf, der die Burg neu errichtete. Er verwendete dazu Teile von Alt-Rettenberg, sodass von dieser heute nichts mehr zu sehen ist. In der neuen Schlosskapelle wurden die Reliquien der Waldauffschen Sammlung aufbewahrt, bis sie 1501 in die Nikolauskirche in Hall überführt wurden.
Vom 14. bis ins 16. Jahrhundert wurde in Kolsassberg Eisen, Kupfer und Silber abgebaut.
Im 18. Jahrhundert verfiel die Burg Rettenstein. 1810 wurden die Reste an den Pfarrer von Kolsass verkauft, der sie für den Bau der Wattener Kirche verwendete. Heute sind nur noch Ruinen der Wehrmauer und die Ecktürme erhalten.
Im Jahr 1938 wurde Kolsassberg dem Bezirk Schwaz angeschlossen, kam aber zehn Jahre später wieder zurück zum Bezirk Innsbruck Land.
Kolsassberg ist seit jeher ein Teil der Mutterpfarre Kolsass.

### Bevölkerungsentwicklung
EinwohnerJahr3004005006007008009001860189019201950198020102040EinwohnerEinwohnerentwicklung von Kolsassberg

## Kultur und Sehenswürdigkeiten
- Expositurkirche Hl. Maria[5]

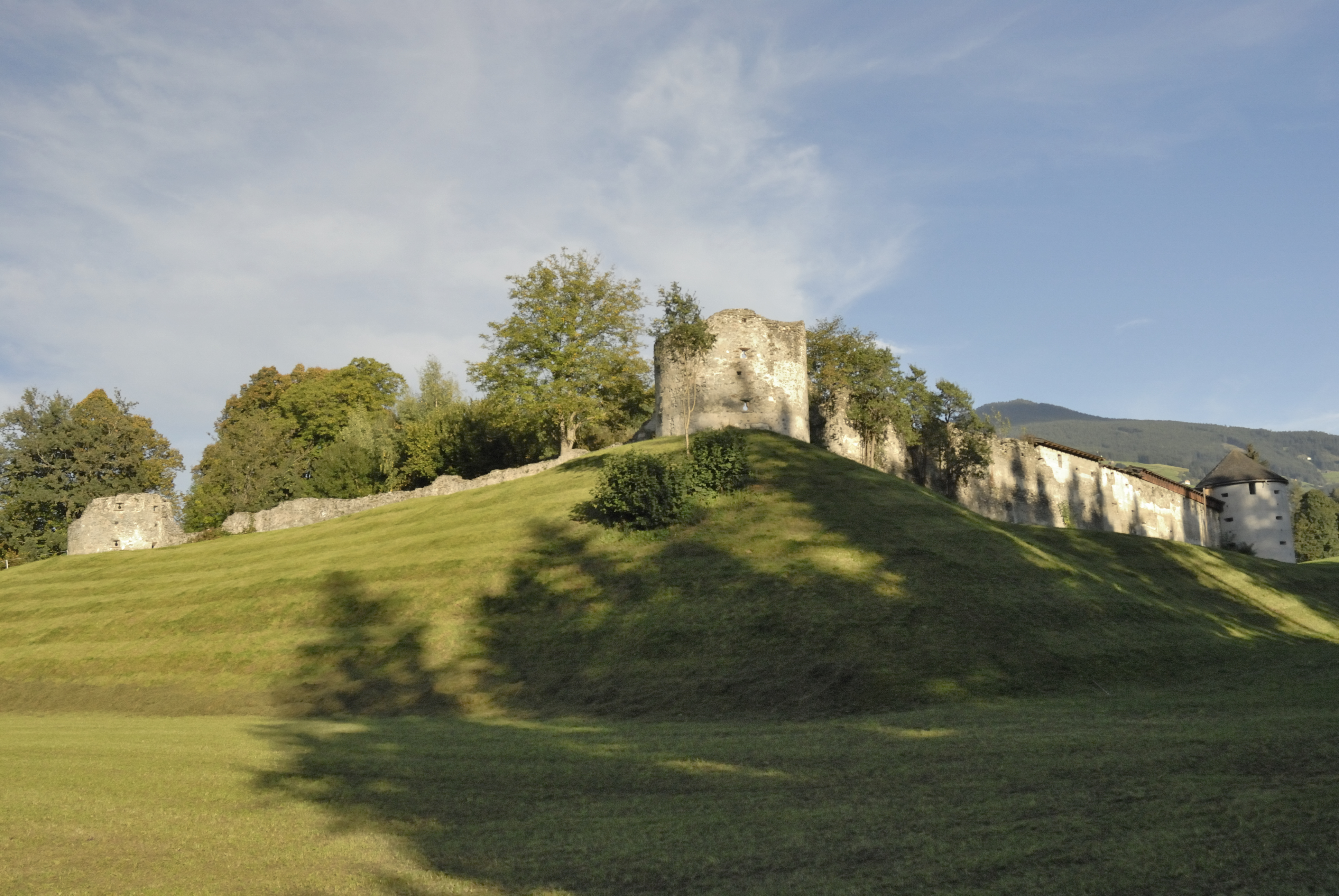
Burgruine Neurettenberg

- Wallfahrtskapelle Maria Lourdes im Wald westlich von Merans aus 1858, mit Epitaph für den Bauherrn Kooperator Norbert Kraler aus 1885, östlich davon Marmorbrunnen aus 1858[5]
- Leachkapelle, Fanghauskapelle, Holzkapelle[5]
- Burgruinen Alt- und Neurettenberg[5]: Von der ehemaligen Burg Neurettenberg sind nur mehr Wehrmauer und Ecktürme erhalten, da das übrige Material 1810 zum Wiederaufbau der Wattener Kirche verwendet wurde. Das Wappen von Kolsassberg beruht wie das von Kolsass auf dem des ehemaligen Besitzers dieser Burg und zeigt zwei gekreuzte Drachenköpfe auf rotem Grund.
- Bauernhäuser[5]
- Wasserreservoir in Merans, klassizierender Torbau, aus 1913[5]

## Wirtschaft und Infrastruktur

### Wirtschaftssektoren
Kolsassberg ist eine landwirtschaftlich strukturierte Gemeinde. Von den 44 Bauernhöfen wurden 18 im Haupt-, 18 im Nebenerwerb und acht von juristischen Personen geführt. Diese acht bewirtschafteten zwei Drittel der Flächen (Stand 2010). Von den 76 Arbeitsplätzen des Jahres 2011 entfielen 39 auf die Landwirtschaft, sieben auf den Produktionssektor und dreißig auf Dienstleistungen.

### Berufspendler
im Jahr 2011 lebten 374 Erwerbstätige in Kolsassberg. Davon arbeiteten 67 in der Gemeinde, mehr als achtzig Prozent pendelten aus.

### Fremdenverkehr
Die Anzahl der Nächtigungen stieg von 29.000 im Jahr 2010 auf 41.000 im Jahr 2019. Die Sommersaison ist länger und stärker als die Wintersaison.

### Verkehr
Der Ort ist über die Straße von Kolsass her erreichbar, die weiter ins Weerbachtal zur Sagalm (1712 m) am Fuß der Roten Wand (2252 m) und zur Weidener Hütte (1799 m) verläuft. Von dort führt ein früher bedeutender Übergang über die Nafingalm, das 2292 m hohe Geiseljoch und die Geiselalm ins Tuxer- und Zillertal.

## Politik

### Gemeinderat
Die letzten Gemeinderatswahlen fanden 2022 statt.
| Partei                                | 2022    | 2022    | 2022                 | 2016    | 2016    | 2016                 | 2010    | 2010    | 2010                 |
| Partei                                | Prozent | Stimmen | Sitze im Gemeinderat | Prozent | Stimmen | Sitze im Gemeinderat | Prozent | Stimmen | Sitze im Gemeinderat |
| ------------------------------------- | ------- | ------- | -------------------- | ------- | ------- | -------------------- | ------- | ------- | -------------------- |
| Unser Team für Kolsassberg (TEAM KGB) | 54,25   | 300     | 6                    |         |         |                      |         |         |                      |
| Aktiv für Kolsassberg (LISTE BGM)     | 45,75   | 253     | 5                    | 64,92   | 346     | 7                    | 44,40   | 222     | 6                    |
| Zukunft Kolsassberg, Team Rudi Egger  |         |         |                      | 35,08   | 187     | 4                    |         |         |                      |
| Gemeinsam für Kolsassberg             |         |         |                      |         |         |                      | 12,80   | 064     | 1                    |
| Liste Kolsassberg Egger Rudi          |         |         |                      |         |         |                      | 29,00   | 145     | 3                    |
| Allgemeine Liste Zukunft Kolsassberg  |         |         |                      |         |         |                      | 13,80   | 069     | 1                    |

## Personen

### Bürgermeister
Alfred Oberdanner wurde als einziger Kandidat wieder zum Bürgermeister gewählt.

### Weitere Persönlichkeiten
- Christian Hochschwarzer (* 1967), ehemaliger Fußballspieler und Amtsleiter

### Wappen
Das Gemeindewappen zeigt zwei ineinander verschlungene Drachenköpfe über stilisierten Bergen. Die Drachen stehen für den Ritter Florian Waldauf, den früheren Besitzer der Burg Rettenberg, Die Berge symbolisieren die gebirgige Lage der Gemeinde.